# Carex rariflora
Carex rariflora — вид багаторічних кореневищних трав'янистих рослин родини осокові (Cyperaceae).

## Опис
Кореневища короткі. Стебла 5–35 см, із закругленими кутами, як правило, гладкі. Листові пластинки 1–2,5 мм завширшки, зелені, блакитно-зелені, як правило, короткі. Найнижчий приквіток коротший від суцвіття. Суцвіття: бічні колоски 6–15 × 3,5–5 мм, термінальні колоски 6–20 × 1–2,5 мм. Мішечки 2,5–4,5 × 1,6–2 мм, дзьоб до 0,2 мм. 2n=50, 52, 54.

## Поширення
Цей вид має циркумбореальне поширення від Північної Європи на схід через Сибір до північних районів Північної Америки, де він зустрічається на Алясці, більшій частині Канади, а також історично на горі Катадін в штаті Мен.
Цей вид зустрічається на відкритих болотах, луках, пустищах, мокрих торфових гірських схилах, вологих торф'янистих місцях в арктичній тундрі й кордонах неглибоких ставків і озер, вздовж струмків. Цей вид є одною з головних пожив для білоголового гусака, Chen canagica під час періодів відкладання яєць та інкубації на луках і дамбах уздовж західного узбережжя Аляски.